# Clube da Anittinha
Clube da Anittinha foi uma série de desenho animado de fantasia e infantil brasileira para televisão, produzida pela Birdo Studio, encomendada e estrelada pela cantora brasileira Anitta. A série é baseado nos familiares e amigos de Anitta.
A primeira temporada estreou dia 3 de outubro de 2018 nos canais Gloob e Gloobinho. A segunda temporada estreou no dia 16 de dezembro de 2019. No dia 6 de dezembro de 2021, a série estreou sua terceira temporada.

## Produção
A ideia da produção surgiu em meados de 2016. A cantora e criadora da produção, Anitta contactou a Birdo Studio para criar um desenho animado que educasse e divertisse as crianças. Após diversas propostas feitas pelo estúdio, Anitta aprovou os personagens contando com as opiniões de Eva Huck (filha de Luciano Huck e Angélica) e de Chissomo Ewbank Gagliasso (filha de Giovanna Ewbank e Bruno Gagliasso). Os personagens são baseados em pessoas importantes para Anittaː Anittinha representando ela mesma; Marshmelle em Arielle Macedo, sua coreógrafa; Gatrick em seu bailarino, Patrick Owondo; Juju Coral foi baseada em sua produtora Juliana de Paiva; Estreller em seu maquiador e também dono da voz original do personagem, Renner Souza; Renuvem foi baseado no irmão de Anitta, Renan Macedo; Mauro Mar foi baseado no pai de Anitta, Mauro Machado; e por último, Rositcha, inspirada na mãe de Anitta, Mirian Macedo. 

## Elenco
| Personagem | Voz original       |
| ---------- | ------------------ |
| Anittinha  | Anitta             |
| Marshmelle | Lia Mello          |
| Estreller  | Renner Souza       |
| Juju Coral | Tarsila Amorim     |
| Gatrick    | Caio Guarnieri     |
| Rositcha   | Patrícia Pichamone |
| Renuvem    | Robson Kumode      |
| Mauro Mar  | Nestor Chiesse     |

## Episódios
| Temporada | Temporada | Episódios | Episódios | Originalmente exibido  | Originalmente exibido |
| Temporada | Temporada | Episódios | Episódios | Estreia da temporada   | Final da temporada    |
| --------- | --------- | --------- | --------- | ---------------------- | --------------------- |
|           | 1         | 10        | 10        | 3 de outubro de 2018   | 11 de outubro de 2018 |
|           | 2         | 26        | 26        | 16 de dezembro de 2019 | 5 de maio de 2020     |
|           | 3         | 26        | 26        | 4 de janeiro de 2022   | 29 de janeiro de 2022 |

### Temporada 1 (2018)
| N.º na série | N.º na temp. | Título                     | Dirigido por                       | Escrito por                   | Exibição original     |
| ------------ | ------------ | -------------------------- | ---------------------------------- | ----------------------------- | --------------------- |
| 1            | 1            | "Clube da Anittinha"       | Fernando Finamore Michele Massagli | Janaina Tokitaka Victor Sarro | 3 de outubro de 2018  |
| 2            | 2            | "Abrançando as Diferenças" | Fernando Finamore Michele Massagli | Janaina Tokitaka Victor Sarro | 3 de outubro de 2018  |
| 3            | 3            | "Profissões"               | Fernando Finamore Michele Massagli | Janaina Tokitaka Victor Sarro | 4 de outubro de 2018  |
| 4            | 4            | "Marshmelle e o Celular"   | Fernando Finamore Michele Massagli | Janaina Tokitaka Victor Sarro | 5 de outubro de 2018  |
| 5            | 5            | "Mão na Cabeça"            | Fernando Finamore Michele Massagli | Janaina Tokitaka Victor Sarro | 6 de outubro de 2018  |
| 6            | 6            | "Aprendendo Inglês"        | Fernando Finamore Michele Massagli | Janaina Tokitaka Victor Sarro | 7 de outubro de 2018  |
| 7            | 7            | "Salada de Frutas"         | Fernando Finamore Michele Massagli | Janaina Tokitaka Victor Sarro | 8 de outubro de 2018  |
| 8            | 8            | "Floresta Mal-Assombrada"  | Fernando Finamore Michele Massagli | Janaina Tokitaka Victor Sarro | 9 de outubro de 2018  |
| 9            | 9            | "Ficar de Bem"             | Fernando Finamore Michele Massagli | Janaina Tokitaka Victor Sarro | 10 de outubro de 2018 |
| 10           | 10           | "Hora do Soninho"          | Fernando Finamore Michele Massagli | Janaina Tokitaka Victor Sarro | 11 de outubro de 2018 |

### Temporada 2 (2019)
| N.º na série | N.º na temp. | Título                  | Dirigido por     | Escrito por      | Exibição original      |
| --- | ------------ | ----------------------- | ---------------- | ---------------- | ---------------------- |
| 11 | 1            | "Esconde-Esconde"       | Michele Massagli | Janaina Tokitaka | 16 de dezembro de 2019 |
| A turma está brincando de esconde-esconde mas ninguém consegue achar a Marshmelle. |              |                         |                  |                  |                        |
| 12 | 2            | "Parabéns"              | Michele Massagli | Janaina Tokitaka | 17 de dezembro de 2019 |
| É o aniversário do Estreller, mas Anittinha esquece completamente o tema da festa que prometeu dar ao amigo. Agora ela tem que dar a melhor festa de todas e torcer para acertar.                       |              |                         |                  |                  |                        |
| 13 | 3            | "Dão To Doente"         | Michele Massagli | Janaina Tokitaka | 18 de dezembro de 2019 |
| Anittinha acorda terrivelmente doente, bem no dia em que combinou de ir no parque com seus amigos. Mas logo descobre que ficar em casa também não é tão ruim assim.                                     |              |                         |                  |                  |                        |
| 14 | 4            | "Fui Eu"                | Michele Massagli | Janaina Tokitaka | 19 de dezembro de 2019 |
| Anittinha acidentalmente quebra um troféu de Gatrick, mas, em vez de contar a verdade, ela acaba se enrolando na própria mentira.                                                                       |              |                         |                  |                  |                        |
| 15 | 5            | "É Natal"               | Michele Massagli | Janaina Tokitaka | 20 de dezembro de 2019 |
| É Natal, dia de todos ganharem presentes - menos o Papai Noel. Para corrigir essa injustiça, Anittinha e seus amigos vão em busca do presente perfeito para o bom velhinho.                             |              |                         |                  |                  |                        |
| 16 | 6            | "Entrando no Ritmo"     | Michele Massagli | Janaina Tokitaka | 21 de dezembro de 2019 |
| Anittinha está ensaiando uma música com seus amigos, cada um com seu instrumento. Mas Estreller parece não conseguir entrar no ritmo.                                                                   |              |                         |                  |                  |                        |
| 17 | 7            | "Brincando de Imaginar" | Michele Massagli | Janaina Tokitaka | 22 de dezembro de 2019 |
| Rositcha precisa ir ao banco e diz a Anittinha que logo ao lado tem um superparquinho em que eles podem brincar. Porém, ao chegar, a turma descobre que o parquinho não é tão super assim.              |              |                         |                  |                  |                        |
| 18 | 8            | "Tá Calor"              | Michele Massagli | Janaina Tokitaka | 23 de dezembro de 2019 |
| É o dia mais quente do ano e a piscina da Poderosa está tão cheia que Anittinha mal consegue um espacinho pra entrar. Ela precisa arranjar um outro jeito para se refrescar.                            |              |                         |                  |                  |                        |
| 19 | 9            | "Tremendo de Medo"      | Michele Massagli | Janaina Tokitaka | 24 de dezembro de 2019 |
| Está uma tempestade terrível lá fora e a Poderosa não para de tremer. Anittinha precisa descobrir porque a amiga está tremendo tanto e dar um jeito de ajudá-la.                                        |              |                         |                  |                  |                        |
| 20 | 10           | "Nosso Corpo é Animal"  | Michele Massagli | Janaina Tokitaka | 26 de dezembro de 2019 |
| Estão todos reunidos na sala, preparados para ver um filminho, quando a luz acaba. Mas, para acabar com o tédio, a turma resolve fazer seu próprio filme.                                               |              |                         |                  |                  |                        |
| 21 | 11           | "Montando a Poderosa"   | Michele Massagli | Janaina Tokitaka | 20 de abril de 2020    |
| Após uma competição de quem monta a réplica da Poderosa mais parecida, os amigos descobrem que sumiram peças da Poderosa de verdade. Agora eles precisam achar essas peças para ela voltar a funcionar. |              |                         |                  |                  |                        |
| 22 | 12           | "Mudanças"              | Michele Massagli | Janaina Tokitaka | 21 de abril de 2020    |
| Após achar um lindo peixinho no lago e o levar pra casa, Anittinha acaba descobrindo que o bichinho não é exatamente o que ela esperava.                                                                |              |                         |                  |                  |                        |
| 23 | 13           | "Gente Grande"          | Michele Massagli | Janaina Tokitaka | 22 de abril de 2020    |
| Rositcha diz que Anittinha está velha demais para sua bicicleta de rodinhas, porém Anittinha confunde tudo e acaba achando que já é adulta e não tem mais tempo para coisas de criança.                 |              |                         |                  |                  |                        |
| 24 | 14           | "Não Dá Pra Segurar"    | Michele Massagli | Janaina Tokitaka | 23 de abril de 2020    |
| Anittinha está morrendo de vontade de fazer xixi, mas ela nunca consegue ir quando tem alguém esperando do lado de fora e a fila não para de aumentar.                                                  |              |                         |                  |                  |                        |
| 25 | 15           | "Palavras Mágicas"      | Michele Massagli | Janaina Tokitaka | 24 de abril de 2020    |
| Juju quer muito um sorvete de morango, mas parece que todo mundo é atendido, menos ela. Agora Anittinha tem que descobrir o que está acontecendo e ajudar a amiga na missão de conseguir um sorvete.    |              |                         |                  |                  |                        |
| 26 | 16           | "Paciência de Vó"       | Michele Massagli | Janaina Tokitaka | 25 de abril de 2020    |
| A avó da Anittinha veio visitá-la e ela não vê a hora de comer o pão de queijo que só a Vovitcha sabe fazer. Mas, na pressa, em vez de ajudar, Anittinha acaba fazendo uma bagunça.                     |              |                         |                  |                  |                        |
| 27 | 17           | "Derrotando a Bagunça"  | Michele Massagli | Janaina Tokitaka | 27 de abril de 2020    |
| Anittinha precisa arrumar o quarto, mas está muito distraída com o videogame. |              |                         |                  |                  |                        |
| 28 | 18           | "Finalmente Praia"      | Michele Massagli | Janaina Tokitaka | 27 de abril de 2020    |
| Mauro Mar fica tão animado em ir à praia que acaba se empolgando até demais, fazendo o tão esperado descanso não ter nada de tranquilo.                                                                 |              |                         |                  |                  |                        |
| 29 | 19           | "Lava Lava"             | Michele Massagli | Janaina Tokitaka | 28 de abril de 2020    |
| Anittinha está empolgada para passear com os cachorros e suas coleiras novas, mas eles parecem estar mais interessados em pular na poça de lama do que em manter suas coleiras limpas.                  |              |                         |                  |                  |                        |
| 30 | 20           | "Saudade"               | Michele Massagli | Janaina Tokitaka | 29 de abril de 2020    |
| Anittinha fica inconformada com a notícia de que Rositcha vai viajar por alguns dias, mas ela não tem opção a não ser aprender a lidar com a saudade.                                                   |              |                         |                  |                  |                        |
| 31 | 21           | "Fundo do Mar"          | Michele Massagli | Janaina Tokitaka | 30 de abril de 2020    |
| Juju não cansa de brincar na água, mas o resto da turma nem tanto e logo enjoam. Se sentindo deslocada, a menina conhece novos amigos que a fazem se sentir em casa.                                    |              |                         |                  |                  |                        |
| 32 | 22           | "Ciúme Pra Cachorro"    | Michele Massagli | Janaina Tokitaka | 1 de maio de 2020      |
| Anittinha traz Afonso, um filhotinho muito fofo, para ser o novo integrante para a turma. O que ela não espera é que os outros cachorros não achem o novo filhote tão fofo assim.                       |              |                         |                  |                  |                        |
| 33 | 23           | "Melhor Pra Você"       | Michele Massagli | Janaina Tokitaka | 2 de maio de 2020      |
| Após desobedecer a ordem de Mauro Mar para esperarem no lugar, Anittinha e Renuvem se perdem no parque e têm que achar o caminho de volta.                                                              |              |                         |                  |                  |                        |
| 34 | 24           | "E Se Fosse Você?"      | Michele Massagli | Janaina Tokitaka | 3 de maio de 2020      |
| Ao tentar maquiar Estreller, Anittinha, acaba borrando tudo, bem no dia da foto para a capa de seu novo álbum. Agora ela vai ter que se colocar no lugar do amigo para tentar consertar a situação.     |              |                         |                  |                  |                        |
| 35 | 25           | "O que é, O que é?"     | Michele Massagli | Janaina Tokitaka | 4 de maio de 2020      |
| Anittinha e Renuvem estão brincando de adivinhar e Anittinha não erra uma. Renuvem, para colocar a irmã à prova, a desafia uma última vez, mas agora com um prêmio irrecusável.                         |              |                         |                  |                  |                        |
| 36 | 26           | "Mas Eu Quero Tanto"    | Michele Massagli | Janaina Tokitaka | 5 de maio de 2020      |
| Anittinha está doida para terminar sua coleção de bonecos Tonico e Marshmelle conseguiu o último que faltava. Agora, Anittinha tenta de tudo para convencer a amiga a trocar.                           |              |                         |                  |                  |                        |

### Temporada 3 (2022)
| N.º na série | N.º na temp. | Título                         | Dirigido por     | Escrito por      | Exibição original     |
| --- | ------------ | ------------------------------ | ---------------- | ---------------- | --------------------- |
| 37 | 1            | "Solução"                      | Michele Massagli | Janaina Tokitaka | 4 de janeiro de 2022  |
| Anittinha precisa que seus soluços voltem de qualquer forma para conseguir fazer seus passos de dança maneiros novamente.                                                                                            |              |                                |                  |                  |                       |
| 38 | 2            | "Quem Cochicha o Rabo Espicha" | Michele Massagli | Janaina Tokitaka | 5 de janeiro de 2022  |
| Anittinha resolve pregar uma peça na família e amigos e mostrar para eles que não é legal fofocar e cochichar sobre os outros.                                                                                       |              |                                |                  |                  |                       |
| 39 | 3            | "Bons Sonhos, Marshmelle"      | Michele Massagli | Janaina Tokitaka | 6 de janeiro de 2022  |
| Marshmelle não para de ter pesadelos com abelhas gigantes e Anittinha ajuda a amiga a parar de ter esses pesadelos.                                                                                                  |              |                                |                  |                  |                       |
| 40 | 4            | "O Jogo Virou"                 | Michele Massagli | Janaina Tokitaka | 7 de janeiro de 2022  |
| Marshmelle quer jogar um jogo de tabuleiro com os amigos, mas todos começam a brigar para ganhar. Anittinha e os amigos entendem que é possível jogar sem se desentender.                                            |              |                                |                  |                  |                       |
| 41 | 5            | "O Retorno de Tretta"          | Michele Massagli | Janaina Tokitaka | 8 de janeiro de 2022  |
| Anittinha convida Tretta para gravar um clipe, mas seu jeitinho sem educação dele acaba irritando todos seus amigos. Ela decide então ajudá-lo a ter bons modos e respeitar o próximo.                               |              |                                |                  |                  |                       |
| 42 | 6            | "Língua Do Quê?"               | Michele Massagli | Janaina Tokitaka | 9 de janeiro de 2022  |
| Anittinha aprende a língua do pe com seu irmão Renuvem e o incentiva a estudar espanhol. Ele testa seu conhecimento pedindo comida mexicana através de um app inteiro em espanhol.                                   |              |                                |                  |                  |                       |
| 43 | 7            | "Super Amigas"                 | Michele Massagli | Janaina Tokitaka | 10 de janeiro de 2022 |
| Anittinha faz uma festa do pijama com as amigas, mas se sente sozinha ao perceber que ela é a única que não conhece a Menina Cometa. Com a ajuda de suas amigas, elas descobrem brincadeiras que todas curtem.       |              |                                |                  |                  |                       |
| 44 | 8            | "Curativo"                     | Michele Massagli | Janaina Tokitaka | 11 de janeiro de 2022 |
| Anittinha machuca o dedo e Rositcha faz um lindo curativo nele, dizendo para ela não fazer nenhum esforço. Anittinha leva ao pé da letra e passa a pedir ajuda para Gatrick e Estreller em todas as suas atividades. |              |                                |                  |                  |                       |
| 45 | 9            | "Tudo Bem Não Estar Bem"       | Michele Massagli | Janaina Tokitaka | 12 de janeiro de 2022 |
| Anittinha está triste porque não consegue compor suas músicas em dias de chuva. Ela então precisa arranjar um jeito para conseguir sair dessa tristeza e voltar a compor.                                            |              |                                |                  |                  |                       |
| 46 | 10           | "O Mistério do Bolinho"        | Michele Massagli | Janaina Tokitaka | 13 de janeiro de 2022 |
| Mauro descobre que alguém comeu seu bolinho de fubá e pede a ajuda de Anittinha para descobrir quem foi o responsável pelo sumiço do bolinho.                                                                        |              |                                |                  |                  |                       |
| 47 | 11           | "Janelinha"                    | Michele Massagli | Janaina Tokitaka | 14 de janeiro de 2022 |
| Anittinha perde o seu primeiro dente e fica aflita com o tempo que irá demorar para ele nascer de novo. Ela então resolve ver o lado positivo de ficar sem o dente.                                                  |              |                                |                  |                  |                       |
| 48 | 12           | "É mágica, não é?"             | Michele Massagli | Janaina Tokitaka | 15 de janeiro de 2022 |
| Marshmelle fica encantada enquanto Anittinha fica intrigada achando que mágica não existe. Ela então sai em busca de uma resposta sobre magia.                                                                       |              |                                |                  |                  |                       |
| 49 | 13           | "Maninhos"                     | Michele Massagli | Janaina Tokitaka | 16 de janeiro de 2022 |
| Terrinha, o irmão mais velho de Anittinha e Renuvem, volta de um intercâmbio e os dois irmãos começam a disputar a atenção da irmã mais nova. Anittinha precisa arranjar uma maneira deles se entenderem.            |              |                                |                  |                  |                       |
| 50 | 14           | "Quem Avisa Amigo É"           | Michele Massagli | Janaina Tokitaka | 17 de janeiro de 2022 |
| Anittinha tenta avisar Estreller que ele está com os dentes sujos, mas sem sucesso. Ele então resolve fazer uma live na internet com dente sujo mesmo.                                                               |              |                                |                  |                  |                       |
| 51 | 15           | "Cabana Para Um"               | Michele Massagli | Janaina Tokitaka | 18 de janeiro de 2022 |
| Anittinha resolve brincar de cabana com Estreller e Juju Coral, mas cada um quer a cabana com um tema diferente. |              |                                |                  |                  |                       |
| 52 | 16           | "A Flor de Rositcha"           | Michele Massagli | Janaina Tokitaka | 19 de janeiro de 2022 |
| Anittinha resolve cuidar da flor de Rositcha, mas acaba se distraindo. Agora ela precisa arranjar uma maneira de fazer a florzinha voltar a ganhar vida.                                                             |              |                                |                  |                  |                       |
| 53 | 17           | "Já é Carnaval?"               | Michele Massagli | Janaina Tokitaka | 20 de janeiro de 2022 |
| Anittinha está ansiosa para a chegada do Carnaval. Gatrick e Marshmelle resolvem ajudar a amiga a passar o tempo mais rápido para o carnaval chegar logo.                                                            |              |                                |                  |                  |                       |
| 54 | 18           | "Clube do Estreller"           | Michele Massagli | Janaina Tokitaka | 21 de janeiro de 2022 |
| Estreller mente para sua mãe e pede a ajuda de Anittinha para manter a mentira. Só que ele percebe que não é fácil manter uma mentira.                                                                               |              |                                |                  |                  |                       |
| 55 | 19           | "Prepata, Poderosa!"           | Michele Massagli | Janaina Tokitaka | 22 de janeiro de 2022 |
| Poderosa faz amigos novos na Floresta e Anittinha acaba se atrasando para chegar na apresentação de Terrinha. |              |                                |                  |                  |                       |
| 56 | 20           | "Dever de Casa"                | Michele Massagli | Janaina Tokitaka | 23 de janeiro de 2022 |
| 57 | 21           | "Ai, insetos!"                 | Michele Massagli | Janaina Tokitaka | 24 de janeiro de 2022 |
| O interior da Poderosa começa a encher de insetos. Anittinha e seus amigos tentam descobrir o que causou essa invasão e como fazer eles saírem de lá.                                                                |              |                                |                  |                  |                       |
| 58 | 22           | "Plantando mistério"           | Michele Massagli | Janaina Tokitaka | 25 de janeiro de 2022 |
| Anittinha vê seu pai entrando misteriosamente na Poderosa e subindo em um elevador secreto. Ela então começa a investigar para descobrir onde leva esse elevador.                                                    |              |                                |                  |                  |                       |
| 59 | 23           | "Lua de Fases"                 | Michele Massagli | Janaina Tokitaka | 26 de janeiro de 2022 |
| 60 | 24           | "Jantar Em Família"            | Michele Massagli | Janaina Tokitaka | 27 de janeiro de 2022 |
| Anittinha e Renuvem querem assistir o último capítulo da Menina Cometa, mas Rositcha fez um lindo jantar para eles comerem em família.                                                                               |              |                                |                  |                  |                       |
| 61 | 25           | "Minha Amiga Pedrinha"         | Michele Massagli | Janaina Tokitaka | 28 de janeiro de 2022 |
| Anittinha quer brincar com os amigos, mas todos estão ocupados com outras coisas. Ela então faz uma nova amizade - com uma pedrinha.                                                                                 |              |                                |                  |                  |                       |
| 62 | 26           | "Festa Junina"                 | Michele Massagli | Janaina Tokitaka | 29 de janeiro de 2022 |
| É festa Junina e enquanto todos estão se divertindo nas barracas de brincadeiras, Estreller faz de tudo para ninguém ganhar a prenda máxima da barraca de Anittinha.                                                 |              |                                |                  |                  |                       |

## Trilha sonora
Todas as canções foram compostas por Anitta, Jefferson Junior e Umberto Tavares.

### Primeira temporada
A trilha sonora da primeira temporada foi lançada em 12 de outubro de 2018, contando com dez canções que ilustram cada episódio.
| Clube da Anittinha - Primeira temporada |                           |         |  |
| N.º                                     | Título                    | Duração |  |
| 1.                                      | "Clube da Anittinha"      | 01:45   |  |
| 2.                                      | "Abraçando as Diferenças" | 01:59   |  |
| 3.                                      | "Profissões"              | 01:51   |  |
| 4.                                      | "Marshmelle e o Celular"  | 02:25   |  |
| 5.                                      | "Mão na Cabeça"           | 02:22   |  |
| 6.                                      | "Aprendendo Inglês"       | 02:04   |  |
| 7.                                      | "Salada de Frutas"        | 02:50   |  |
| 8.                                      | "Floresta Mal-Assombrada" | 02:34   |  |
| 9.                                      | "Ficar de Bem"            | 02:52   |  |
| 10.                                     | "Hora do Soninho"         | 01:34   |  |

### Segunda temporada
A trilha sonora da segunda temporada foi lançada em 29 de maio de 2020.
| Clube da Anittinha - Segunda temporada |                         |         |  |
| N.º                                    | Título                  | Duração |  |
| 1.                                     | "Esconde-Esconde"       | 01:54   |  |
| 2.                                     | "Parabéns"              | 01:39   |  |
| 3.                                     | "Entrando no Ritmo"     | 01:31   |  |
| 4.                                     | "Brincando de Imaginar" | 02:04   |  |
| 5.                                     | "Tá Calor"              | 01:50   |  |
| 6.                                     | "Tremendo de Medo"      | 01:50   |  |
| 7.                                     | "Dão Tô Doente"         | 02:54   |  |
| 8.                                     | "Nosso Corpo é Animal"  | 01:56   |  |
| 9.                                     | "É Natal"               | 01:53   |  |
| 10.                                    | "Fui Eu"                | 01:55   |  |
| 11.                                    | "Montando a Poderosa"   | 01:55   |  |
| 12.                                    | "Mudanças"              | 01:33   |  |
| 13.                                    | "Gente Grande"          | 01:22   |  |
| 14.                                    | "Não Dá pra Segurar"    | 01:56   |  |
| 15.                                    | "Palavras Mágicas"      | 01:50   |  |
| 16.                                    | "Paciência de Vó"       | 02:03   |  |
| 17.                                    | "Derrotando a Bagunça"  | 01:59   |  |
| 18.                                    | "Finalmente Praia"      | 01:39   |  |
| 19.                                    | "Lava Lava"             | 01:54   |  |
| 20.                                    | "Ciúme pra Cachorro"    | 01:39   |  |
| 21.                                    | "Saudades"              | 01:50   |  |
| 22.                                    | "Fundo do Mar"          | 1:54    |  |
| 23.                                    | "Melhor pra Você"       | 01:51   |  |
| 24.                                    | "E Se Fosse Você"       | 01:34   |  |
| 25.                                    | "Mas Eu Quero Tanto"    | 01:29   |  |
| 26.                                    | "O Que É, O Que É?"     | 01:59   |  |

### Terceira temporada
A trilha sonora da terceira temporada foi lançada em 4 de fevereiro de 2022.
| Clube da Anittinha - Terceira temporada |                                |         |  |
| N.º                                     | Título                         | Duração |  |
| 1.                                      | "Solução"                      | 01:49   |  |
| 2.                                      | "Quem Cochicha o Rabo Espicha" | 01:34   |  |
| 3.                                      | "Bons Sonhos, Marshmelle"      | 01:52   |  |
| 4.                                      | "O Retorno de Tretta"          | 01:29   |  |
| 5.                                      | "O Jogo Virou"                 | 01:44   |  |
| 6.                                      | "Língua do Quê?"               | 01:58   |  |
| 7.                                      | "Super Amigos"                 | 01:50   |  |
| 8.                                      | "Curativo"                     | 01:26   |  |
| 9.                                      | "O Mistério do Bolinho"        | 01:56   |  |
| 10.                                     | "Tudo Bem Não Estar Bem"       | 01:25   |  |
| 11.                                     | "Janelinha"                    | 02:05   |  |
| 12.                                     | "É Mágica, Não É?"             | 01:27   |  |
| 13.                                     | "Maninhos"                     | 01:32   |  |
| 14.                                     | "Quem Avisa Amigo É"           | 01:27   |  |
| 15.                                     | "A Flor de Rositcha"           | 02:01   |  |
| 16.                                     | "Cabana Para Um"               | 01:53   |  |
| 17.                                     | "Já é Carnaval?"               | 01:33   |  |
| 18.                                     | "Clube do Estreller"           | 01:41   |  |
| 19.                                     | "Prepata, Poderosa!"           | 01:33   |  |
| 20.                                     | "Dever de Casa"                | 01:15   |  |
| 21.                                     | "Jantar em Família"            | 01:40   |  |
| 22.                                     | "Minha Amiga Pedrinha"         | 01:36   |  |
| 23.                                     | "Festa Junina"                 | 01:38   |  |
| 24.                                     | "Ai, Insetos!"                 | 02:01   |  |
| 25.                                     | "Plantando Mistério"           | 01:26   |  |
| 26.                                     | "Lua de Fases"                 | 02:00   |  |